# Tunnel de Čremošné
Le Tunnel de Čremošné (slovaque : Čremošniansky tunel parfois appelé non-officiellement Harmanecký tunel) est le plus long tunnel ferroviaire de Slovaquie. Il est situé sur la ligne de chemin de fer 170 entre Zvolen et Vrútky.
La longueur du tunnel est de 4 697,15 m

## Histoire
Les travaux de construction ont commencé le 28 septembre 1936. La ligne fut ouverte le 19 décembre 1940. Lors de la construction le tunnel portait le nom de tunnel Edvard Beneš. À son ouverture et à la suite du changement de régime durant la Seconde Guerre mondiale, il fut inauguré sous le nom de Tunnel Andrej Hlinka. Après la guerre le tunnel prit le nom de tunnel de Čremošné.